# Jürgen Rüttgers
Jürgen Rüttgers (ur. 26 czerwca 1951 w Kolonii) – niemiecki polityk i prawnik, działacz Unii Chrześcijańsko-Demokratycznej (CDU), poseł do Bundestagu, w latach 1994–1998 minister edukacji, nauki, badań naukowych i technologii, od 2005 do 2010 premier Nadrenii Północnej-Westfalii.

## Życiorys
W 1969 ukończył szkołę średnią, a w 1975 studia z zakresu prawa i historii na Uniwersytecie Kolońskim. W 1975 i 1978 zdał państwowe egzaminy prawnicze I oraz II stopnia. W 1979 uzyskał doktorat z nauk prawnych.
Działacz Unii Chrześcijańsko-Demokratycznej i jej organizacji młodzieżowej Junge Union. W latach 1975–1980 był radnym miejskim w Pulheim. Od 1978 pracował w administracji samorządowej. W 1987 po raz pierwszy uzyskał mandat posła do Bundestagu. Ponownie wybierany w 1990, 1994 i 1998, w niższej izbie niemieckiego parlamentu zasiadał do 2000. Był m.in. sekretarzem generalnym frakcji CDU/CSU, a od 1998 do 2000 wiceprzewodniczącym klubu poselskiego chadeków.
Od 17 listopada 1994 do 27 października 1998 sprawował urząd ministra edukacji, nauki, badań naukowych i technologii w piątym rządzie Helmuta Kohla. W latach 1993–1999 był wiceprzewodniczącym, a następnie do 2010 przewodniczącym CDU w Nadrenii Północnej-Westfalii. Od 2000 do 2010 pełnił także funkcję wiceprzewodniczącego federalnych struktur swojego ugrupowania. W 2000 odszedł z Bundestagu w związku w wyborem do landtagu, w którym zasiadał do 2012, do 2005 kierując frakcją poselską CDU. Od czerwca 2005 do lipca 2010 zajmował stanowisko premiera Nadrenii Północnej-Westfalii.
Odznaczony m.in. Orderem Zasługi Nadrenii Północnej-Westfalii (z urzędu, 2005), Orderem Oranje-Nassau II klasy (2010) oraz Krzyżem Komandorskim Orderem Zasługi Rzeczypospolitej Polskiej (2015). Członek Rady Fundacji Auschwitz-Birkenau.